# United Fruit Company
Pour les articles homonymes, voir UFC.
Pour l'entreprise après 1989, voir Chiquita Brands International.
La United Fruit Company est une ancienne entreprise bananière américaine. Fondée en 1899, elle prend le nom de Chiquita Brands International en 1989. 
Symbole de l'impérialisme américain, l'entreprise a inspiré à l'écrivain O. Henry l'expression « république bananière ». Forte de son monopole sur l'acheminement et la production des fruits exotiques, notamment au Guatemala, elle est parvenue à influencer les gouvernements d'Amérique latine pour que ces derniers limitent les réformes et les redistributions de terres en faveur des paysans de minifundio et des paysans sans terres.

## Historique

### Contexte historique
Au début du XIXe siècle, l’Amérique latine connaît une période très instable à la suite du processus d’indépendance de plusieurs pays. Une situation dont vont profiter les États-Unis et la Grande-Bretagne. Après la chute de Napoléon en 1815, l'Espagne cherche à reconquérir ses anciennes colonies. Les États-Unis et la Grande-Bretagne s’y opposent, ayant commencé à entretenir des rapports commerciaux avantageux avec plusieurs pays d’Amérique latine, étant grandement intéressés par les ressources que recèlent ces pays et ne voulant pas que la situation change à leur détriment. Leurs intentions sont purement économiques. On quitte une période de colonialisme pour une période de néo-colonialisme. Les pays nouvellement indépendants deviennent dépendants du commerce avec ces nouvelles puissances.  À partir de 1823, la doctrine Monroe guide les actions politiques des États-Unis. Le président James Monroe considère qu'ils doivent protéger tout le continent américain des Européens. Les Américains deviennent les « gardiens » de l’Amérique et l’ère de l’expansionnisme américain commence. C’est cette doctrine qui conduit les États-Unis à intervenir plusieurs fois au cours des XIXe et XXe siècles dans les affaires internes de l’Amérique latine.

### Les prémices

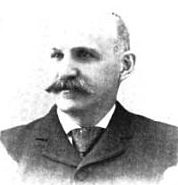
Andrew Preston, le président de la United Fruit Company

L'histoire de la culture bananière en Amérique centrale est intimement liée à l'histoire politique de la région, principalement à ses débuts, en 1880 jusqu'à la fin des années 1970. Avant 1870, les bananes étaient inconnues des pays occidentaux. Les Européens et les Américains ne pouvaient pas consommer ce fruit car les coûts de transport étaient trop élevés. Au début du XXe siècle, le développement des voies de chemin de fer et les progrès dans les transports maritimes réfrigérés ont permis à la banane de devenir l'un des fruits les plus consommés, produits et exportés dans le monde.
L'histoire de la United Fruit Company débute en 1871 lorsque Henri Meiggs, un ingénieur ferroviaire chargé de construire une ligne de chemin de fer au Costa Rica, engage son neveu Minor Keith pour faire partie du projet. Keith est un jeune homme ambitieux. À 23 ans, il est chargé par son oncle d'engager la main-d'œuvre nécessaire à la construction du chemin de fer. Ce projet audacieux coûta la vie à plusieurs centaines de travailleurs, parmi lesquels figuraient deux frères de ce dernier. 
À cause de la grande dépression en 1873 et du fait que son employeur ne respecte pas le contrat, Henri Meiggs abandonne le projet et retourne aux États-Unis. Minor C. Keith, lui, décide de rester. Il a dans l'idée de créer un commerce de bananes. En effet, depuis le début de la construction en 1871, Keith planta de nombreux bananiers en bordure du chemin de fer dans le but de nourrir les travailleurs participant à la construction de la ligne de chemin de fer devant relier les deux côtes du Costa Rica. Il fait affaire avec Lorenzo Baker, un Nord-Américain marin du Cap Cod, pour lancer sa production en 1872. Pour que son entreprise puisse prendre de l'expansion il faut que la ligne de chemin de fer soit achevée sinon il ne pourra pas exporter les bananes aux États-Unis. Il retourne donc travailler pour les nouvelles personnes chargées de la construction du chemin de fer. Il est encore une fois chargé de l'embauche de la main-d'œuvre. Plus la ligne avance au Costa Rica plus il plante de bananes. Il y avait alors des centaines d'hectares de bananiers qui entouraient la ligne. En 1882, le gouvernement du Costa Rica manque de fonds pour payer la construction du chemin de fer. Le gouvernement fait alors une entente avec Minor C. Keith : s'il construit le chemin de fer à son compte le gouvernement lui donnera des terres et la possibilité d'exploiter le chemin de fer. Keith accepte l'entente. Il obtient du gouvernement costaricien plus de 3 000 km2 de terres exempte de taxe et le droit d'exploiter le chemin de fer entre San José et Puerto Limon librement sur une période de 99 ans.

## La fondation de l'UFCo
Après un certain temps, il devint économiquement rentable d'acheminer les premières récoltes vers des marchés plus importants, tels les États-Unis ou l'Europe. En raison de la demande croissante de bananes aux États-Unis, Keith s'associe à l'homme d'affaires Andrew Preston, le propriétaire de la Boston Fruit Company, et tous deux fondent la United Fruit Company en 1899. Cette compagnie deviendra la plus importante entreprise bananière du monde. D'abord présente au Costa Rica, la compagnie s'étend dans plusieurs pays d'Amérique centrale, notamment en Colombie, à Cuba, en Jamaïque, au Nicaragua, au Panama ainsi qu'à Saint-Domingue (Haïti). Le gouvernement guatémaltèque accorde à la compagnie des terres fertiles sur la côte pacifique pour la culture des bananes, des avantages portuaires et lui fait même construire une ligne de chemin de fer. Dans les années 1900, l'United Fruit contrôle des dizaines de milliers d'hectares dans les pays latino-américains. Au départ dans les années 1900, la United Fruit Company valait plus de 11 millions de dollars. Toutefois, en incorporant vingt autres firmes rivales, la compagnie a pris beaucoup d’ampleur et valait dans les années 1930 plus de 215 millions de dollars. La puissance de l’UFCo augmente avec le temps. Elle obtient toujours plus de pouvoirs, de droits et de terres. La compagnie signe des contrats avec les gouvernements en place : contre la construction de lignes de chemin de fer, la compagnie demande en guise de paiement d'immenses superficies de terres. Elle s’approprie également de nombreux services publics tels que l’électricité, l’eau, les transports municipaux, etc. Aussi, elle possède une flotte de 38 navires de grand tonnage. Sur ces navires, onze sont des bateaux à vapeur, surnommés la « Grande flotte blanche » (Great White Fleet).

### Guatemala
En 1901, le dictateur guatémaltèque Manuel José Estrada Cabrera place le Guatemala sous la tutelle américaine car il désire moderniser le Guatemala. Il accorde à la UFCo le droit exclusif du service de la poste entre le Guatemala et les États-Unis. Jugeant que ce pays posséde un « climat d'investissement idéal », Minor Keith y implante la United Fruit Company en 1901. De plus, il fonde la « Guatemalan Railroad Company » et obtient tel que mentionné plus haut un contrat de 99 ans pour la construction et la maintenance du chemin de fer reliant la ville de Guatemala à Puerto Barrios, sur la côte atlantique. En 1911, la Atlantic Fruit Company, principale société concurrente de la UFCo au Costa Rica, tombe en faillite. À ce stade, la UFCo détient la quasi-totalité des moyens de transport et de communication au Guatemala. Le siège principal de l'entreprise se situe alors au Guatemala, d'où provient près de 25 % de sa production. Elle fait de la ville de Bananera, dans ce même pays, son centre d'opération pour l'ensemble de l'Amérique centrale.

### Colombie
Implantée aussi en Colombie, on lui donne plus de prérogatives qu’à aucune autre entreprise étrangère ; elle allait fonctionner dans la région de Santa Marta comme un État indépendant. Près de vingt-cinq mille personnes travaillent dans les plantations de United Fruit en 1927, avec des journées de douze heures. Elles ne perçoivent pas directement de salaire : on leur donne des bons qui ne peuvent être utilisés que dans les boutiques de l’entreprise, en échange de produits importés depuis les États-Unis par les bateaux qui ont transporté les bananes. Les travailleurs dorment entassés dans des cabanes insalubres et n’ont pas accès aux soins médicaux. Le syndicat présente un cahier de doléances que l’entreprise rejette en le qualifiant de subversif. 
Début décembre 1928, de nombreux ouvriers se mettent en grève, mais le mouvement est dénoncé par le gouvernement et la presse qui assurent que des « agents de Moscou » préparent une insurrection. Les dirigeants de la United Fruit obtiennent du gouvernement colombien le déploiement de l’armée. Celle-ci ordonne la dissolution de « toute réunion de plus de trois individus » et menace de « tirer sur la foule si nécessaire ». Alors que les grévistes refusent de se disperser, des soldats placés sur les toits et armés de mitrailleuses reçoivent l'ordre d’ouvrir le feu, provoquant ce qui sera appelé le massacre des bananeraies. Selon la commission d’enquête, le nombre des victimes dépasserait les mille cinq cents. Par la suite, certains ouvriers organisent une sorte de guérilla. Ils brûlent des plantations, sabotent des lignes télégraphiques et électriques, coupent les voies ferrées de l’entreprise et la zone est militarisée pendant près d’un an.
En 1933, Samuel Zemurray (en), fondateur de la Cuyamel Fruit Company (en), devient le dirigeant de la société. 

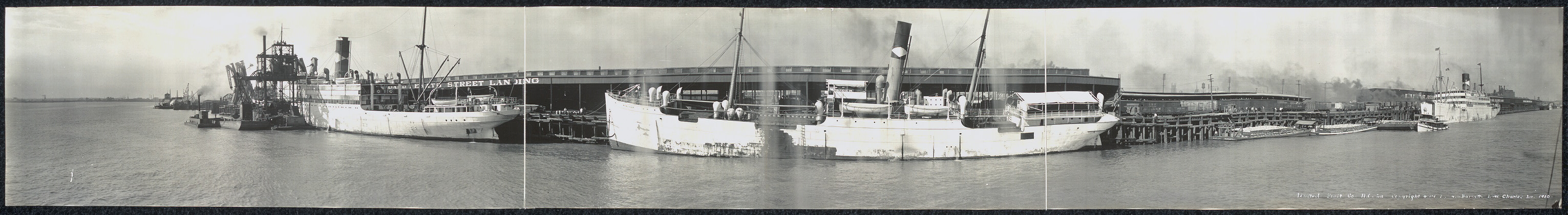
Bateaux de la United Fruit Company dans le port de La Nouvelle-Orléans en 1910

### L'apogée de la société et sa remise en question
En 1944, le peuple guatémaltèque renverse le dictateur Jorge Ubico Castañeda et tient les premières élections démocratiques de son histoire. Les électeurs élisent le socialiste Juan José Arevalo Bermejo en tant que président, qui fait adopter une nouvelle constitution, basée sur celle des États-Unis.
Dès son arrivée au pouvoir, le nouveau président s'attaque à la tâche de réduire les inégalités, dans un pays où 2,2 % de la population, majoritairement des grands propriétaires terriens tels que la UFCo, posséde près de 70 % des terres, pour la plupart inutilisées. Les élections de 1950 portent Jacobo Arbenz au pouvoir avec près de 65 % des suffrages. Il devient officiellement président en 1951. En 1952, le Congrès guatémaltèque adopte le Décret 900, ou l'Acte de réforme agraire. Dès 1953, le gouvernement Arbenz utilise le nouveau code et décrète que 849 km2 (95 000 hectares) de terre appartenant à la UFCo seront expropriés et redistribués à des paysans sans terre. En compensation, le gouvernement promet une indemnisation de 627 572 dollars en emprunt d'État, montant basé sur la valeur déclarée des terres, par la compagnie elle-même. Insatisfaite, la UFCo se plaint au gouvernement des États-Unis.
Le 20 avril 1954, John Foster Dulles, le secrétaire d'État américain, envoie une note de protestation au gouvernement guatémaltèque déclarant injuste l'indemnisation proposée par ce dernier. Confronté au refus du Guatemala d'amender le décret, l'ambassadeur des États-Unis au Guatemala, John Emil Peurifoy, se rend devant le Congrès américain et déclare que le Guatemala répand des « tentacules marxistes » en Amérique centrale.

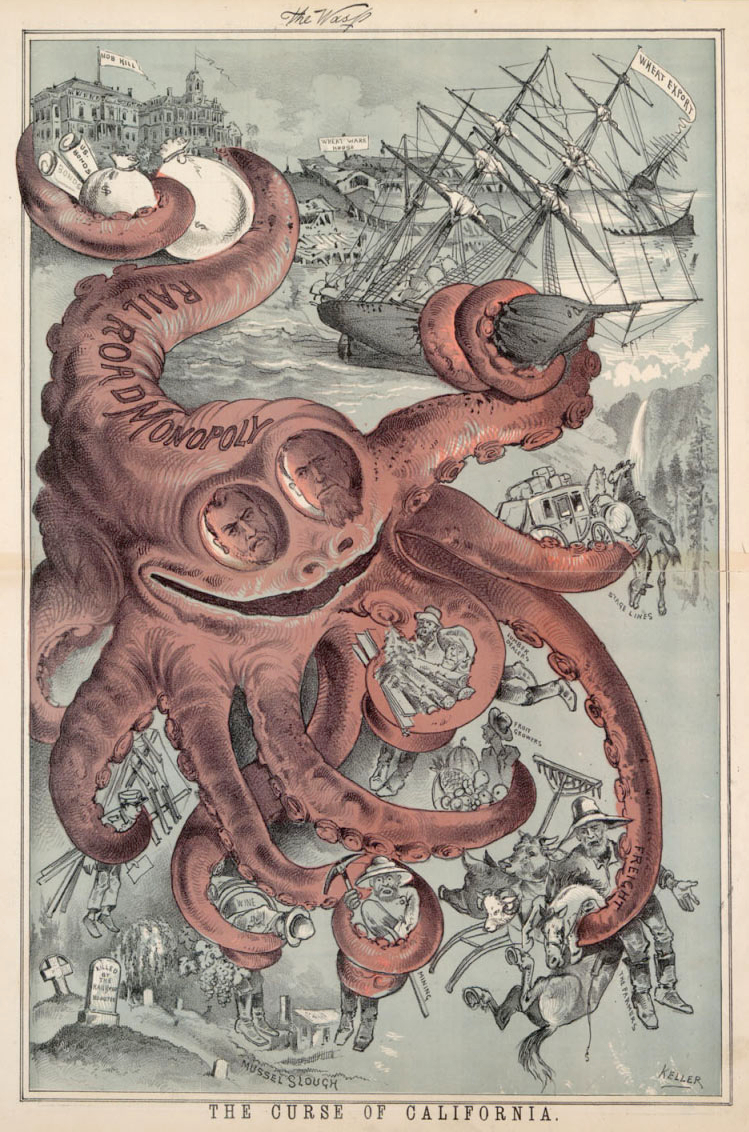
La pieuvre, l'un des symboles des trusts.

Le 5 mai, 25 000 employés de la UFCo au Honduras, soit près de 15 % de la main-d'œuvre du pays, déclarent la grève. Ils revendiquent une hausse de salaire de 72 % et des conditions de travail acceptables. Une semaine plus tard, 11 000 employés de la Standard Fruit Company se joignent au mouvement, et sont bientôt suivis par de nombreux autres ouvriers et travailleurs du pays. Le 18 mai, la Standard Fruit Company accepte une augmentation des salaires : trois jours plus tard, ses employés retournent au travail. Pendant ce temps, la grève s'étend et regroupe près de 100 000 employés de la UFCo. Près de deux mois plus tard, le 9 juillet, la compagnie accepte une augmentation des salaires de 21 % et de fournir des soins de santé à ses employés. Peu après, un ouragan frappe le Honduras et la compagnie met à pied près de 10 000 employés, prétextant la destruction de certains champs.
Le 18 juin de la même année, un coup d'État baptisé « opération PBSUCCESS » est organisé au Guatemala par la CIA et certains gouvernements d'Amérique centrale. Carlos Castillo Armas s'auto-proclame président et est aussitôt reconnu par les États-Unis. 
L'UFCo comptait alors dans ses rangs :
- John Foster Dulles, ex-secrétaire d'État des États-Unis, ancien avocat de la société ;
- Allen Dulles, ex-directeur de la CIA, cadre dirigeant ;
- Walter Bedell-Smith, ex-directeur de la CIA, cadre dirigeant.

Puis pendant 30 ans, entre 1950 et 1980, le Guatemala est à feu et à sang. On évalue que les militaires guatémaltèques ont massacré plus de 200 000 personnes grâce aux armes, aux conseils et à la protection des services spéciaux américains. Des actes violents ont été commis de la part du gouvernement américain envers le Guatemala parce que le gouvernement d'Arbenz avait contrarié la United Fruit Company. Cela illustre à quel point l'influence de la compagnie était importante dans les années 1950 à 1980.
L'implantation de la United Fruit Company constitue une rupture dans l'histoire des Amériques. Cela change du tout au tout la vie des Guatémaltèques qui se retrouvent dépendants des États-Unis et de leurs compagnies. 
En 1959, Fidel Castro, peu de temps après sa prise du pouvoir à Cuba, adopte à son tour une réforme agraire et autorise la redistribution des plantations de sucre de la UFCo. Ceci fut l'une des raisons du débarquement d'anticastristes entrainés et financés par la CIA dans la baie des Cochons.

### United Brands Company
En 1969, Eli Black devient l'actionnaire principal de la United Fruit en achetant 733 000 parts dans ce qui est la troisième plus importante transaction de l'histoire de Wall Street.
En 1970, la United Fruit Company et AMK-John Morrell convergent pour former la United Brands Company (UBC). En 1973, pour la première fois, la UBC se fait devancer par Dole au chapitre des ventes aux États-Unis.
Le 3 février 1975, Black se suicide en sautant de la fenêtre de son bureau de la Tour Pan Am à New York. L'enquête qui suivra sa mort révèle un important scandale de corruption dans lequel Black et la UBC sont directement impliqués. En avril, United Brands est accusée d'avoir acheté le président du Honduras, Oswaldo López Arellano pour 1,25 million de dollars, avec la promesse d'une somme équivalente supplémentaire en échange d'une réduction des taxes d'exportation pour la compagnie. L'actif de l'entreprise est aussitôt gelé, tandis que l'armée hondurienne relève le président du Honduras de ses fonctions.

### Chiquita Brands International
En 1989, l'entreprise change de nom pour la Chiquita Brands International Inc. (reprenant le nom de la mascotte de l'UFCo), disant vouloir rassurer l'opinion des investisseurs et des consommateurs.